# Robert Cormier
Robert Edmund Cormier (ur. 17 stycznia 1925 w Leominster, zm. 2 listopada 2000 w Bostonie) – amerykański pisarz, dziennikarz i felietonista. Znany jako autor powieści o pesymistycznej wymowie, nasyconych przemocą i wulgaryzmami, w których główny bohater na ogół przegrywa.
Zaczynał karierę zawodową jako autor reklam radiowych, następnie został dziennikarzem. Nawet gdy był już uznanym autorem powieści, nadal pisywał dla lokalnej gazety, Sentinel & Enterprise.
Pierwszą powieść, „Now and At the Hour „ opublikował w 1960 roku. Szerzej znany stał się po napisaniu trzeciej: Czekoladowa wojna (1974), którą wraz z „I Am the Cheese” i „After the First Death” wymieniono w uzasadnieniu przyznania nagrody Margaret Edwards Award w 1991. „Czekoladowe wojny” doczekały się kontynuacji, dalsze losy bohaterów opisuje Pokłosie czekoladowej wojny.